# Jeepers Creepers 3
Jeepers Creepers 3 (no Brasil, Olhos Famintos 3; em Portugal, Jeepers Creepers 3) é um filme americano de terror e suspense dirigido e roteirizado por Victor Salva, com produção executiva de Kirk Shaw, Stan Spry e Tom Luse. É o terceiro capítulo da franquia Olhos Famintos, iniciada em 2001, e se passa entre os eventos do primeiro e do segundo filme.
Traz no elenco Jonathan Breck (que interpretou o Creeper nos dois primeiros filmes), Meg Foster, Gabrielle Haugh, Jordan Salloum, Ryan Moore, Brandon Smith, Christine Ko, Stan Shaw, Chester Rushing, Justin Hall, Megan Elizabeth Wright, Carrie Lazar, Sterling Sulieman, Cade Burk, Jason Bayle, Michael Papajohn, Michelle Torre, Anthony Barbier, Ron M. Patterson, Shawn Bradly Hoefer, Lira Williams e Gina Philips, retornando à franquia após o primeiro filme.
Diversas versões sobre como seria a trama do filme foram especuladas durante o processo de produção. Algumas apontavam que seria uma sequência direta do segundo filme e que se passaria 23 anos no futuro, outras afirmavam que seria uma pré-sequência que mostraria os eventos anteriores aos do primeiro filme, mas nenhuma foi confirmada até o anúncio oficial do filme, quando foi revelado que a trama se focaria em um período de tempo entre os dois filmes anteriores e mostraria uma força-tarefa designada pelo cético sargento Tubbs para tentar destruir o Creeper.
Após várias incertezas, o website da AMC Cinemas anunciou que o filme iria estrear em 26 de setembro de 2017. Foram divulgadas também a classificação indicativa de R (+18) e a duração de 100 minutos (1 hora e 40 minutos). Mais tarde foi divulgado que Jeepers Creepers 3 seria exibido em alguns cinemas selecionados dos Estados Unidos por apenas uma noite.
Devido ao grande interesse do público, foi adicionada uma segunda exibição do filme em 4 de outubro. Mais tarde foi revelado que o filme seria exibido no canal de TV por assinatura Syfy em 28 de outubro, próximo ao Halloween e lançado em DVD e Blu-ray em 29 de dezembro de 2017.

## Sinopse
Durante os últimos dias de frenesi do Creeper, o cético Sargento Tubbs e sua equipe de policiais reúnem uma força-tarefa com a missão de destruir a criatura alada carnívora de uma vez por todas, mas para isso precisaram primeiro descobrir os mistérios de sua origem macabra.

## Elenco
- - Jonathan Breck como ''O Creeper''
  - Meg Foster como Gaylen Brandon
  - Gabrielle Haugh como Addison Brandon
  - Jordan Salloum como Kenny Brandon
  - Ryan Moore como Kirk Mathers
  - Brandon Smith como Sargento Davis Tubbs
  - Gina Philips como Trish Jenner (Participação Especial)
  - Christine Ko como Kiya Wong
  - Stan Shaw como Xerife Tashtego
  - Chester Rushing como Buddy Hooks
  - Justin Hall como Big Red
  - Megan Elizabeth Wright como Gracie Mathers
  - Carrie Lazar como Beth Mathers
  - Sterling Sulieman como Devon Travers
  - Cade Burk como Jessie
  - Jason Bayle como Cal Hooks
  - Michael Papajohn como Frank
  - Michelle Torres como Cop
  - Anthony Barbier como SWAT membro
  - Ron M. Patterson como Sheriff
  - Shawn Bradly Hoefer como Xerife do condado de Poho
  - Lira Williams como Selena

## Produção
O terceiro filme já esteve em negociações, mesmo antes de Olhos Famintos 2 ter sido lançado em 2003. Em 2006, o filme foi anunciado com o título Jeepers Creepers 3: The Creeper Walks Among Us. A MGM originalmente planejava lançar o filme diretamente para DVD, mas não conseguiu encontrar um financiamento adequado. O roteiro do filme foi escrito pelo diretor Victor Salva, com o novo título Jeepers Creepers 3: Cathedral, com Gina Philips retornando como Trish Jenner do primeiro filme. Durante mais nove anos, o filme enfrentou muitos falsos começos e contratempos, com Victor Salva dizendo que "o filme chegou perto muitas vezes para ir antes das câmeras, e espero que alguém veja a sabedoria ao disparar isso".
Oficialmente, em 11 de setembro de 2015, o filme ganhou a luz verde da Myriad Pictures e as filmagens começariam a ser rodadas no início de 2016. No entanto, antes que as filmagens pudessem começar em Vancouver, na Colúmbia Britânica, as agências de talentos canadenses enviaram um alerta para avisar a todos sobre o passado criminoso de Victor Salva, e então as chamadas de elenco foram removidas, o que interrompeu a produção. No entanto, o produtor Stan Spry assegurou a um fã no Twitter que o filme não foi cancelado. 
Na versão especial de Blu-Ray de Jeepers Creepers 2, Victor Salva afirmou que escreveu um novo roteiro para Jeepers Creepers 3, entre os eventos de Jeepers Creepers e Jeepers Creepers 2, onde o Creeper aterroriza uma comunidade agrícola. Os planos mudaram mais uma vez, já que Gina Philips deveria repetir seu papel como Trish. O enredo do filme foi, de fato, estabelecido entre os dois primeiros filmes do ano de 2001, embora o enredo original da Catedral tenha ocorrido 23 anos após os dois primeiros filmes. O ator Stan Shaw, que interpretou um xerife em um dos filmes, confirmou a um fã no Twitter que o enredo da Catedral foi desfeito, pois esse material tinha mais de 12 anos.

### Filmagens
Em janeiro de 2017, foi confirmado que o filme retornou à pré-produção e que as filmagens começariam em fevereiro de 2017 na Louisiana, ao invés do Canadá, como originalmente planejado. A fotografia principal finalmente começou em 15 de fevereiro de 2017 em Baton Rouge, Louisiana. Em 4 de abril, um dos câmeras da produção revelou em suas redes sociais que as filmagens já estavam concluídas. 

## Lançamento
Durante uma entrevista para Edmond Sun, Justin Hall revelou especificamente que o filme seria lançado em 4 de setembro, mas nada foi confirmado por Victor Salva ou pelo estúdio. Em 16 de agosto, o site da AMC Theaters afirmou que Olhos Famintos 3 estrearia em 26 de setembro de 2017, com classificação indicativa para maiores de 16 anos e com duração de 1 horas e 40 minutos. Em 29 de agosto, vários cinemas selecionados começaram a vender bilhetes juntamente com o cartaz oficial e também revelando que o filme ficaria em exibição por apenas uma noite. A Fathom Events anunciou que a estreia do filme também apresentaria imagens bônus nunca antes vistas e uma entrevista especial com Jonathan Breck, que interpretou o Creeper nos três filmes de franquia.
Devido ao grande interesse no terceiro filme da franquia, alguns cinemas selecionados irão apresentar uma segunda exibição em 4 de outubro. O site Regal Theater exibiu a mensagem "Estreia terça-feira, 26 de setembro de 2017 (2ª data: quarta-feira, 4 de outubro de 2017)" com ingressos de pré-venda disponíveis. Fandango atualizou uma breve sinopse do filme pouco depois, "Neste outono, o Creeper retorna. Veja o próximo filme da icônica franquia de terror quando Jeepers Creepers 3 retornar para um evento especial adicional em cinemas em todo o país por apenas uma noite na quarta-feira, 4 de outubro".
Em 30 de setembro, o canal de TV a cabo Syfy anunciou que o filme seria exibido em 28 de outubro, próximo ao Halloween.
O filme foi lançado em DVD e Blue-Ray em 26 de dezembro de 2017.

## Marketing
Desde o anúncio do fim das filmagens, várias fotos começaram a surgir na internet, especulando ser fotos vazadas da pós-produção de Jeepers Creepers 3, principalmente por apresentar o ator Stan Shaw, que já havia sido confirmado no filme. As fotos acabaram por ser confirmadas e pouco depois foi lançado um vídeo dos bastidores do filme nas redes sociais. 
O primeiro teaser trailer de 30 segundos foi lançado em 6 de setembro e o trailer oficial do filme foi lançado em 15 de setembro no YouTube.

## Recepção

### Bilheteria
Em 27 de setembro de 2017, Jeepers Creepers 3 teve uma impressionante abertura e arrecadou US$ 1,773 milhões nos Estados Unidos. O filme estreou em 635 cinemas por apenas um dia e estreou em 3º lugar no ranking de bilheteria de terça-feira, ao lado de Kingsman: The Golden Circle e It.

### Avaliação da Crítica
Jeepers Creepers 3 recebeu críticas mistas, dividindo a opinião dos críticos: enquanto alguns o definiram como bom ou regular, outros o chamavam de o pior filme da franquia.
Joshua Millican, do Horror Freak News, deu ao filme uma crítica positiva, dizendo: "Jeepers Creepers 3 é um sucesso, mas os fãs que esperaram mais de uma década para vê-lo podem sofrer com as expectativas muito elevadas. Ainda assim, é uma sequência sólida e divertida. As dicas sobre as origens do Creeper são atraentes, e tudo parece fantástico. É um chiclete de terror que é fácil de consumir e divertido de participar".
O crítico de cinema Steve Pulaski deu ao filme uma crítica mista, dizendo: "Apesar de todas as suas falhas, há alguns reconhecimentos devido ao que as maravilhas do passar do tempo faz às expectativas, achei Jeepers Creepers 3 prazeroso. Todos esses filmes têm algo diferente do seu antecessor, e este não é exceção. Ele claramente quer dar aos fãs algo que possam apreciar, mas nem sempre conhece a melhor rota". Steve Barton, em sua crítica para o Dread Central, deu ao filme três estrelas e meia de cinco estrelas e disse: "No final do dia, se você é fã da franquia, ficará feliz com esta última entrada... que para o meu gosto é melhor do que o segundo, mas falha na qualidade da experiência original. A porta foi deixada aberta para Jeepers Creepers 4, e se isso irá ou não acontecer, merece ser visto".
No entanto, Robert Yaniz, Jr. do We Got This Covered disse: "Com falta de imaginação ou assuntos genuínos, Jeepers Creepers 3 decepciona tragicamente em quase todos as pontos". Adam Dileo em crítica para a IGN deu o seu veredicto "Uma entrada inigualável para a franquia cult favorita, Jeepers Creepers 3 oferece aos fãs pouco para se entusiasmarem. Enquanto a criatura ainda governa sua fatia de rodovia do país e os céus acima, o resto do filme cai nos campos de milho".
Renato Marafon do website brasileiro de cinema CinePop, que também foi o único crítico de cinema brasileiro a assistir o filme em sua estreia nos Estados Unidos, deu ao filme uma crítica extremamente negativa, indicando erros e defeitos detalhadamente, em especial ao roteiro, efeitos especiais e fotografia. Em conclusão, segundo Marafon, "Olhos Famintos 3 é um filme péssimo, que não faz jus à franquia e com certeza vai deixar os fãs enfurecidos, mesmo com a surpresa no final que abre portas para um – impossível – quarto filme".

## Controvérsias
Logo após sua estreia, o filme gerou polêmicas envolvendo pedofilia. Na trama, Addie (personagem de Gabrielle Haugh) é uma garota de 18 anos que mora com sua avó em uma fazenda isolada. Ela afirmava ter sofrido abusos de seu padrasto durante anos e sido expulsa de casa após sua mãe preferir ficar com a marido ao invés da filha. Victor Salva foi acusado de defender a pedofilia e legitimar a violência pois, em um dos diálogos do filme, é dito a seguinte frase sobre o ocorrido: “Você pode culpar o padrasto dela? Quero dizer, olhe para ela. O coração quer o que o coração quer, não é mesmo?”. O diretor já havia sido condenado no passado, mais especificamente em 1989, acusado de molestar um menor de 12 anos de seu primeiro filme de terror Clownhouse. Salva chegou a ser proibido de contratar atores pela União de Atores da Colúmbia Britânica.

## Sequência
Em uma entrevista para o Diabolique, a atriz Gina Philips revelou que Victor Salva tem um roteiro pronto para um quarto filme da franquia Jeepers Creepers que se passará logo após os eventos do segundo filme. Segundo ela  “O ideal é que isso aconteça já no próximo Olhos Famintos. Victor escreveu o que aconteceria depois, assim que concluiu Olhos Famintos 3. Eu acho que isso é tudo o que eu posso dizer a respeito, mas ele escreveu cada detalhe e trouxe muitos flashbacks sobre o que aconteceu nesses anos todos e se tornou muito mais fácil para mim", e continuou “Eu precisava saber o que havia acontecido com a personagem nesses últimos 15 anos. Vamos apenas dizer que há muita coisa….muitas mudanças aconteceram com Trish durante esses anos. Ela é mãe, e passou por muita coisa".